# Пленум творческих союзов Латвии
Пле́нум творческих союзов Латвии — пленарное заседание правления Союза писателей Латвийской ССР с участием руководителей и экспертов республиканских союзов архитекторов, дизайнеров, кинематографистов, композиторов, художников, театральных деятелей, журналистов, прошедшее в Риге 1—2 июня 1988 года и положившее начало созданию Народного фронта Латвии и движению к восстановлению её государственной независимости.
Пленум творческих союзов прошёл в Риге, в Доме политического просвещения ЦК Компартии Латвии и с участием его первого секретаря Бориса Пуго. Организовал пленум председатель Союза писателей, член ЦК Компартии Латвии Янис Петерс.

## Участники и выступления
На форуме прозвучало 70 выступлений, сначала против тоталитарного режима, а затем и против русских как нации. Впервые в истории творческих союзов ни выступления, ни повестка не согласовывались с руководством Компартии Латвии.
Писатель Алберт Бэлс в своей речи назвал пленум «исключительным» и заявил, что Латвии необходим жёсткий закон о гражданстве и компенсации от Москвы за нанесённый ущерб. Он предложил обратиться к правительству России, чтобы оно «заботилось о своих гражданах, дало им жильё и работу на своей земле». В завершение он воскликнул: «Перестройка победит!»
Народный художник Джемма Скулме сетовала, что «в конце 1930-х годов Латвия была прекрасной, ухоженной. Советское государство получило сравнительно богатую аграрную цивилизованную страну с развитой культурой. Потенциал латышского народа и физический, и духовный, не используется. Как же рассчитается с этим Советское государство? За всё надо платить — таков закон жизни».
Журналист Маврик Вульфсон посвятил своё выступление секретным протоколам Пакта о ненападении между СССР и Германии (Пакт Молотова — Риббентропа), озвучив тезис о том, что Латвия, Литва и Эстония в 1940 году были оккупированы Советским Союзом и поставив под сомнение законность их вхождения в СССР. Ещё до Вульфсона тему протоколов затронул секретарь Союза композиторов Арнольд Клотиньш.
Писатель Марина Костенецкая — единственная русская, выступившая на пленуме — была обеспокоена его антирусской риторикой и призывала понять, что русский народ также страдал от сталинизма и всем вместе надо объединяться против исторического зла, а не друг против друга. «То, что 17 июня пришли танки в Латвию, знали все. „Мы целовали эти танки, но мы ошиблись“, — примерно такие речи звучали с трибуны, — вспоминала М. Костенецкая. — То есть какие-то факты истории подавались под другим соусом. Оставить русских один на один с трагической историей XX века, а самим предстать только невинными жертвами тоталитарного режима — это опасный крен для латышской нации».
Интересно, что в сборнике материалов Пленума, вышедшем в 2010 году, некоторые речи были отредактированы — в частности, А.Бэлса и Д.Скулме, что подметил бывший первый секретарь Рижского горкома партии А.Клауцен в своих воспоминаниях.

## Резолюция пленума и его последствия
В резолюции пленума обращалось внимание на политический, экономический, социальный и культурный кризис, наступивший в результате присоединения Прибалтики к СССР, которое было оговорено в секретном протоколе Пакта о ненападении между СССР и Германией (Пакт Молотова — Риббентропа). Такая резолюция стала возможной благодаря начатой генеральным секретарём ЦК КПСС М.Горбачёвым политике перестройки и гласности.
Резолюция пленума была направлена Генеральному секретарю ЦК КПСС М. С. Горбачёву.
На пленуме была озвучена идея создания массовой организации «в поддержку перестройки». Такой организацией стал Народный фронт Латвии (НФЛ), учредительный съезд которого состоялся 8 октября 1988 года.

## Аналогичные инициативы в Прибалтике
Первым сигналом к объединению сторонников радикальных перемен в республиках советской Прибалтики стал Объединённый пленум правления творческих союзов Эстонии в апреле 1988 года. Его участники выступили против прекращения ввоза рабочей силы в Эстонию из других советских республик для развития её промышленности, за новые законы о языке и гражданстве. 13 апреля будущий руководитель Народного фронта Эстонии Эдгар Сависаар в передаче эстонского телевидения «Подумаем вместе» предложил создать народный фронт в поддержку перестройки. В ту же ночь там же, на телестудии, группа единомышленников составила декларацию о создании Народного фронта.
Инициаторами создания «Литовского движение за перестройку» («Саюдис») также выступили представители технической и гуманитарной интеллигенции — деятели культуры, искусства, науки, журналистики, собравшиеся 3 июня 1988 г. в большом зале Академии наук Литвы.
Учредительные съезды народных фронтов прошли почти одновременно: в Эстонии — 1—2 октября, в Латвии — 8 октября, в Литве — 22—23 октября 1988 года. Их проведению предшествовал бурный процесс образования групп поддержки новых общественных движений на предприятиях и в организациях. В Эстонии, например, ко дню проведения учредительного съезда НФЭ насчитывалось свыше 1500 групп поддержки. Учредительный съезд «Саюдиса» представляли более тысячи групп поддержки.